# Costanza Chiaramonte
Costanza Chiaramonte (Koninkrijk Sicilië, circa 1377 – Koninkrijk Napels, 1423) was koningin-gemalin van Napels, en in deze hoedanigheid in titel koningin-gemalin van Hongarije en koningin-gemalin van Jeruzalem. Zij was de eerste van de drie echtgenotes van koning Ladislaus van Napels van het Huis Anjou-Sicilië en werd door hem verstoten in het jaar 1392. Zij was nadien gravin-gemalin van Altavilla (1395-1423).

## Levensloop

### Koninkrijk Sicilië
Chiaramonte’s vader was Manfredi III van Chiaromonte, graaf van Modica en Malta, admiraal en gouverneur van Sicilië; hij had als grootgrondbezitter het grafelijk Huis Chiaromonte uitgebouwd tijdens de minderjarigheid van koningin Maria van Sicilië. Haar moeder was Eufemia Ventimiglia, dochter van Francesco II graaf van Geraci en Golisano.
De regentes van het buurland Napels Margaretha van Durazzo zocht voor haar minderjarige zoon Ladislaus een bruid. Dit werd de jonge Costanza Chiaramonte. Margaretha en Manfredi III kwamen na drukke diplomatieke onderhandelingen tot een akkoord (1389). Het koninklijk hof van Napels was gevestigd in Gaeta aangezien de tegenkoning van Napels Lodewijk II van Anjou met zijn expeditieleger de hoofdstad Napels bezette, met steun van tegenpaus Clemens VII. Dit huwelijk betekende een prestigieuze zaak zowel voor het Huis Anjou-Sicilië in Napels als voor de grafelijke familie Chiaromonte in Sicilië. Chiaramonte’s vader zag een koningskroon als versterking van zijn anti-Aragonese politiek op Sicilië. 

### Koninkrijk Napels

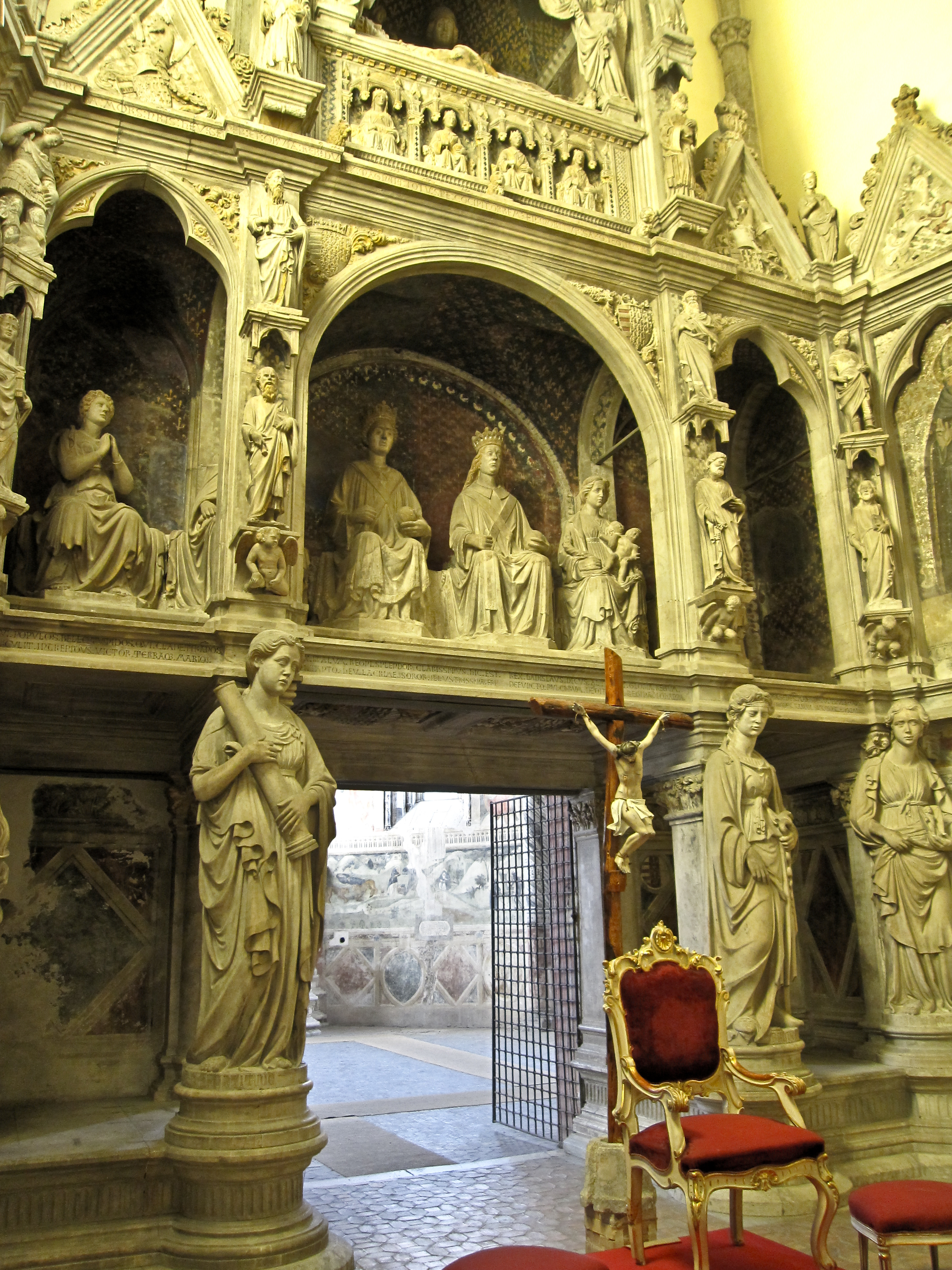
Praalgraf van haar man Ladislaus in Napels

In 1389 kwam de Siciliaanse delegatie aan in de haven van Gaeta. Verschillende schepen brachten luxegoederen, juwelen en geld alsook graan mee; aan boord was de verloofde Costanza. De bruidsschat werd door tijdgenoten als reusachtig ingeschat, zowat twaalfduizend gouden dukaten.
De huwelijksplechtigheid vond pas later plaats, op 15 augustus 1390. De reden was de dood van paus Urbanus VI en de verkiezing van een Napolitaan op de pauselijke troon: Bonifatius IX. Bonifatius IX was voorstander van dit huwelijk: het ging immers om twee machtige families in Napels en Sicilië die hem gehoorzaamden in zijn strijd tegen tegenpaus Clemens VII in Avignon en tegenkoning Lodewijk II van Anjou. De pauselijke legaat voor Napels, kardinaal Acciaiuoli, bezegelde het huwelijk. De kardinaal leidde ook een andere ceremonie, ter kroning van het echtpaar (1390).
Maar aan het huwelijk van Ladislaus en Costanza kwam abrupt een einde twee jaren later. In 1392 heroverde de Kroon van Aragon Sicilië; het koningspaar Maria en Martinus I schafte de macht van lokale edelen af. Met het herstel van de Aragonese staatsmacht werd Andrea Chiaromonte, Costanza’s broer, als rebel terechtgesteld en zo werd het machtsimperium van het Huis Chiaromonte ontmanteld op Sicilië. Onmiddellijk reisde Ladislaus naar paus Bonifatius IX met de vraag om zijn huwelijk te ontbinden (mei 1392). Ladislaus had zijn oog laten vallen op een huwelijk met een dochter van sultan Bayezid I om zo zijn titel van koning van Hongarije concreet te maken. Als reden voor de huwelijksontbinding werd aangegeven dat Ladislaus en Costanza minderjarig waren en niet in staat waren in te stemmen met een kerkelijk huwelijk; ook werd Costanza’s moeder Eufemia Ventimiglia in Rome afgeschilderd als een weduwe die er een minnaar op na hield. Paus Bonifatius IX ging in op de huwelijksontbinding.
Begin juli 1392 namen Ladislaus en Costanza samen deel aan een kerkdienst in de kathedraal van Napels. Costanza vermoedde niets. De bisschop van Gaeta liep naar Costanza om haar de huwelijksring af te rukken; kardinaal Acciaiuoli sprak publiek de huwelijksontbinding uit namens de paus.
Het huwelijk van Ladislaus met een Ottomaanse prinses ging niet door. In 1395 schonk koning Ladislaus Costanza ten huwelijk aan zijn vriend Andrea van Capua, graaf van Altavilla. Ladislaus gaf er een bruidsschat van drieduizend dukaten voor. Tijdens het huwelijksfeest in Altavilla riep Costanza tot haar bruidegom dat hij de koningin voortaan als minnares kreeg. Hiermee gaf Costanza aan dat zij zichzelf nog steeds zag als gemalin van Ladislaus en als koningin van Napels. Deze smalende uitspraak van Costanza leefde voort in volksliederen en verhalen op Sicilië.
Costanza zelf leefde verder in de anonimiteit. Ze stierf jaren later, in het jaar 1423. Haar naam verscheen wel op het graf van Ladislaus in de Chiesa di San Giovanni a Carbonari in Napels, op bevel van Ladislaus' zus, koningin Johanna II van Napels.